# Aleuropteryx unicolor
Aleuropteryx unicolor is een insect uit de familie van de dwerggaasvliegen (Coniopterygidae), die tot de orde netvleugeligen (Neuroptera) behoort. 
De wetenschappelijke naam Aleuropteryx unicolor is voor het eerst geldig gepubliceerd door Meinander in 1972.